# Ponca City
Ponca City ist eine Stadt mit dem Status „City“ in Kay County im US-amerikanischen Bundesstaat Oklahoma. Das U.S. Census Bureau hat bei der Volkszählung 2020 eine Einwohnerzahl von 24.424 ermittelt.

## Geographie
Ponca City wird im Südosten vom Arkansas River tangiert. Die nächstgelegenen größeren Städte sind Tulsa (125 km südöstlich), Oklahoma City (140 km südlich) sowie Wichita (110 km nördlich) in Kansas. Die Verbindungsstraße U. S. Highway 77 verläuft mitten durch die Stadt, der Interstate 35 ist 15 Kilometer in westlicher Richtung entfernt.
|                        | Jan  | Feb  | Mär  | Apr  | Mai   | Jun   | Jul  | Aug  | Sep  | Okt  | Nov  | Dez  |   |       |
| Mittl. Temperatur (°C) | 1,6  | 4,3  | 9,3  | 14,7 | 19,8  | 24,8  | 27,6 | 27,2 | 22,3 | 15,6 | 8,7  | 2,6  | ⌀ | 14,9  |
| Mittl. Tagesmax. (°C)  | 7,6  | 10,7 | 16,1 | 21,4 | 25,9  | 30,7  | 33,7 | 33,6 | 28,8 | 22,1 | 14,9 | 8,3  | ⌀ | 21,2  |
| Mittl. Tagesmin. (°C)  | −4,4 | −2,2 | 2,7  | 7,8  | 13,7  | 18,8  | 21,4 | 20,9 | 15,8 | 9,1  | 2,4  | −3,3 | ⌀ | 8,6   |
|                        |      |      |      |      |       |       |      |      |      |      |      |      |   |       |
| Niederschlag (mm)      | 25,4 | 34,0 | 68,8 | 87,4 | 122,2 | 128,5 | 84,6 | 82,6 | 83,6 | 85,9 | 46,0 | 36,1 | Σ | 885,1 |
|                        |      |      |      |      |       |       |      |      |      |      |      |      |   |       |
| Regentage (d)          | 5    | 5    | 7    | 8    | 10    | 10    | 7    | 7    | 7    | 7    | 6    | 6    | Σ | 85    |

| −4,4 |

| −2,2 |

| 2,7 |

| 7,8 |

| 13,7 |

| 18,8 |

| 21,4 |

| 20,9 |

| 15,8 |

| 9,1 |

| 2,4 |

| −3,3 |

| −4,4 |

| −2,2 |

| 2,7 |

| 7,8 |

| 13,7 |

| 18,8 |

| 21,4 |

| 20,9 |

| 15,8 |

| 9,1 |

| 2,4 |

| −3,3 |

## Geschichte

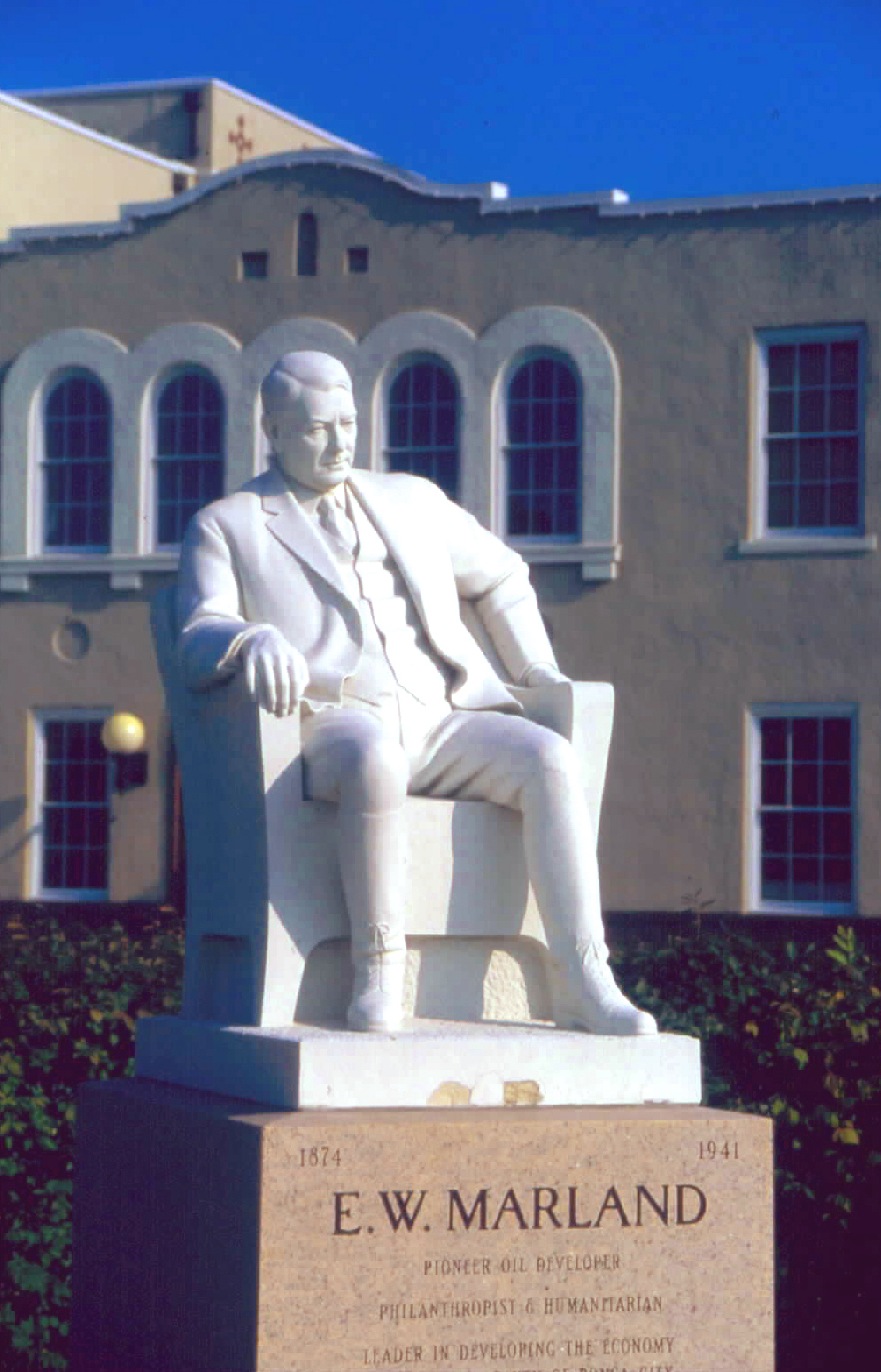
Statue von E. W. Marland

Die Stadt wurde 1883 unter dem Namen New Ponca  gegründet. Der Name geht auf das Indianervolk der Ponca zurück. Wegen der Nähe zum Arkansas River war der Ort sehr attraktiv, und Einwanderer kamen in die Gegend, da die Region mit dem Cherokee Outlet zur Besiedlung freigegeben wurde. Einen weiteren Aufschwung erlebte der Ort, nachdem die Atchison, Topeka and Santa Fe Railway in der Nähe vorbeiführte. Im Jahre 1913 änderte der Ort seinen Namen in „Ponca City“. Als bei Bohrungen in der Gegend Erdöl gefunden wurde, gründete der aus Pennsylvania stammende E. W. Marland die Marland Oil Company, die schon bald große Mengen an Öl förderte und eine Erdölraffinerie errichtete. In den 1920er Jahren erlebte Ponca City aufgrund des Ölbooms ihre Blütezeit. Die Marland Oil Company ging 1928 durch eine Übernahme in der Continental Oil and Transportation Company (Conoco) auf, die ihren Firmensitz nach Ponca City verlegte. Nach einer weiteren Fusion mit der Phillips Petroleum Company zu ConocoPhillips im Jahre 2002 hat die neue Firma ihren Sitz in Houston in Texas.  2009 kündigte ConocoPhillips an, dass Teile der nicht in der Rafferie Beschäftigten zu anderen Firmenstandorten verlegt werden. Die Raffinerie ist zwar weiterhin in Betrieb, einzelne Teile, beispielsweise der zugehörige Fluid Catalytic Cracker können jedoch je nach der aktuellen Markt- und Preissituation für Raffinerieprodukte zeitweise außer Betrieb genommen werden. Der Raffinerie gegenüber liegt das im Jahre 2007 eröffnete Conoco Museum, in dem historische Dokumente und Gegenstände der Ölindustrie sowie der kulturellen Entwicklung Oklohomas gezeigt werden.

## National Register of Historic Places
In Ponca City wurden zu Zeiten des Ölbooms viele historisch wertvolle Gebäude errichtet, von denen einige in das National Register of Historic Places aufgenommen wurden. Dazu zählen u. a. der Downtown Ponca City Historical District, das E. W. Marland Mansion, das Poncan Theatre, das Marland-Paris House, das Blaine Stadium and Fieldhouse und das Big V Ranch House.

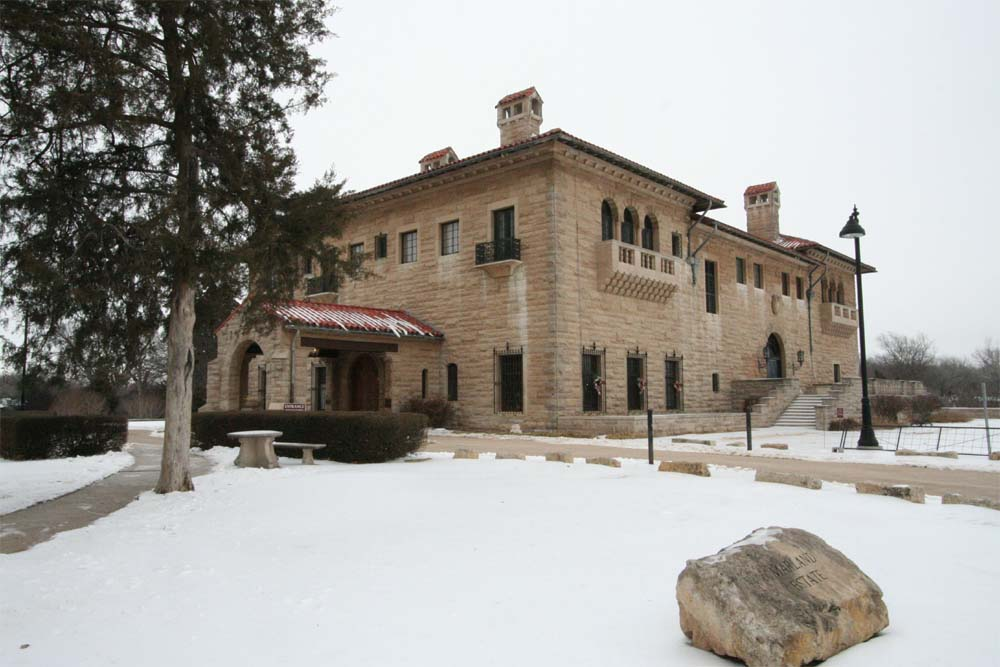
E. W. Marland Mansion
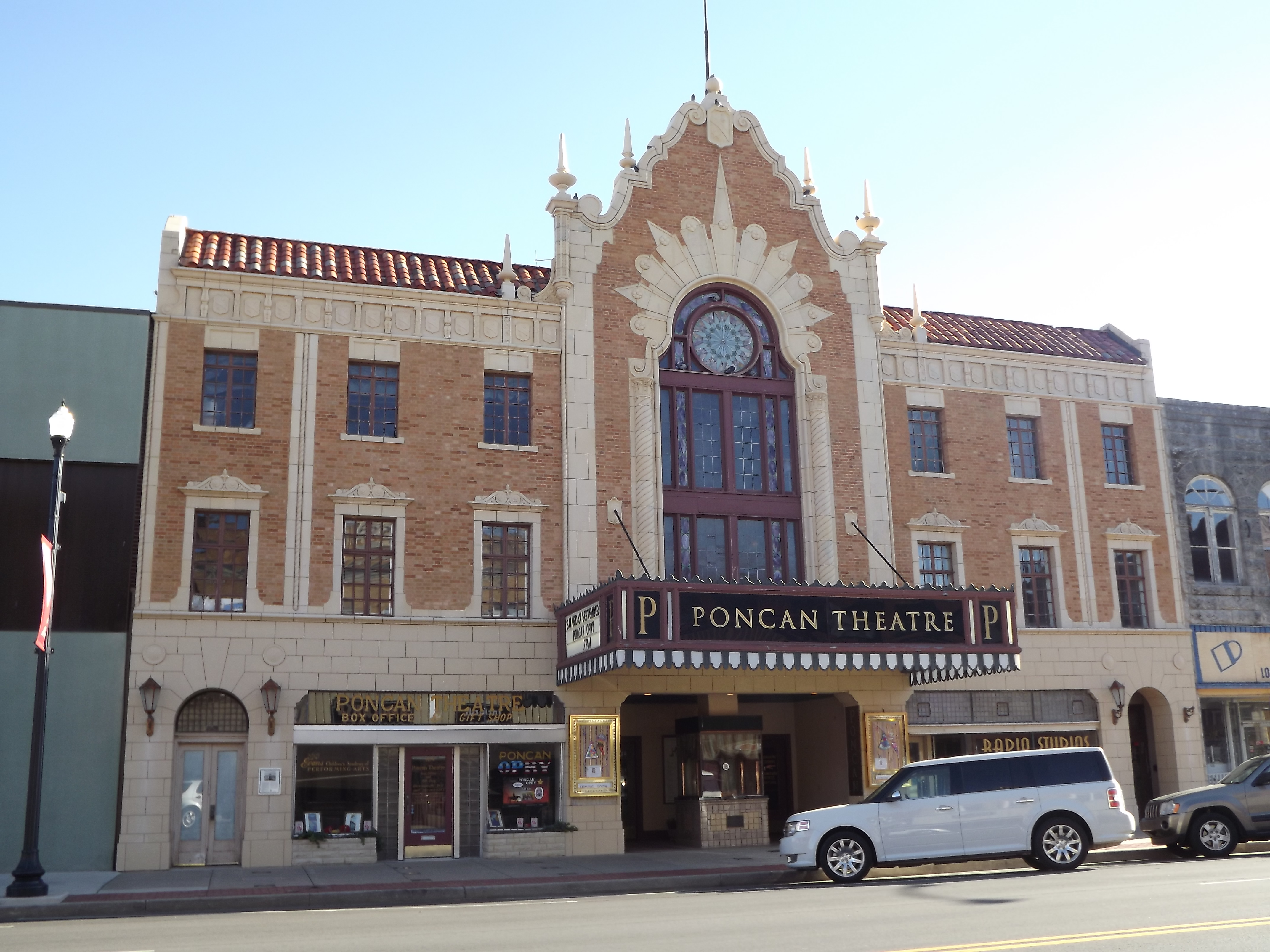
The Poncan Theatre von 1927

## Demografie
Im Jahre 2012 wurde eine Einwohnerzahl von 24.974 Personen ermittelt, was eine Abschwächung um 3,6 % gegenüber dem Jahr 2000 bedeutet. Das Durchschnittsalter der Bewohner lag im Jahre 2012 mit 38,1 Jahren unter dem Durchschnittswert von Oklahoma, der 40,6 Jahre betrug. Etwa 7,6 % der Einwohner sind indianischer Abstammung.
Die maßgeblichsten Einwanderungsgruppen während der Anfänge der Stadt kamen zu 16,4 % aus Deutschland, zu 11,8 % aus England und zu 10,7 % aus Irland.

## Söhne und Töchter der Stadt
- Douglas Blubaugh (1934–2011), Freistilringer
- Roger L. Kaesler (1937–2007), Paläontologe
- Pat Muchmore (* 1976), Komponist
- David F. Myers (1938–2011), Politiker
- Don Nickles (* 1948), Politiker
- Charles Y. Prescott (* 1938), Physiker
- Joel Sartore (* 1962), Naturfotograf
- Shelby Wilson (* 1937), Freistilringer